# St. Stephanus (Eutingen im Gäu)

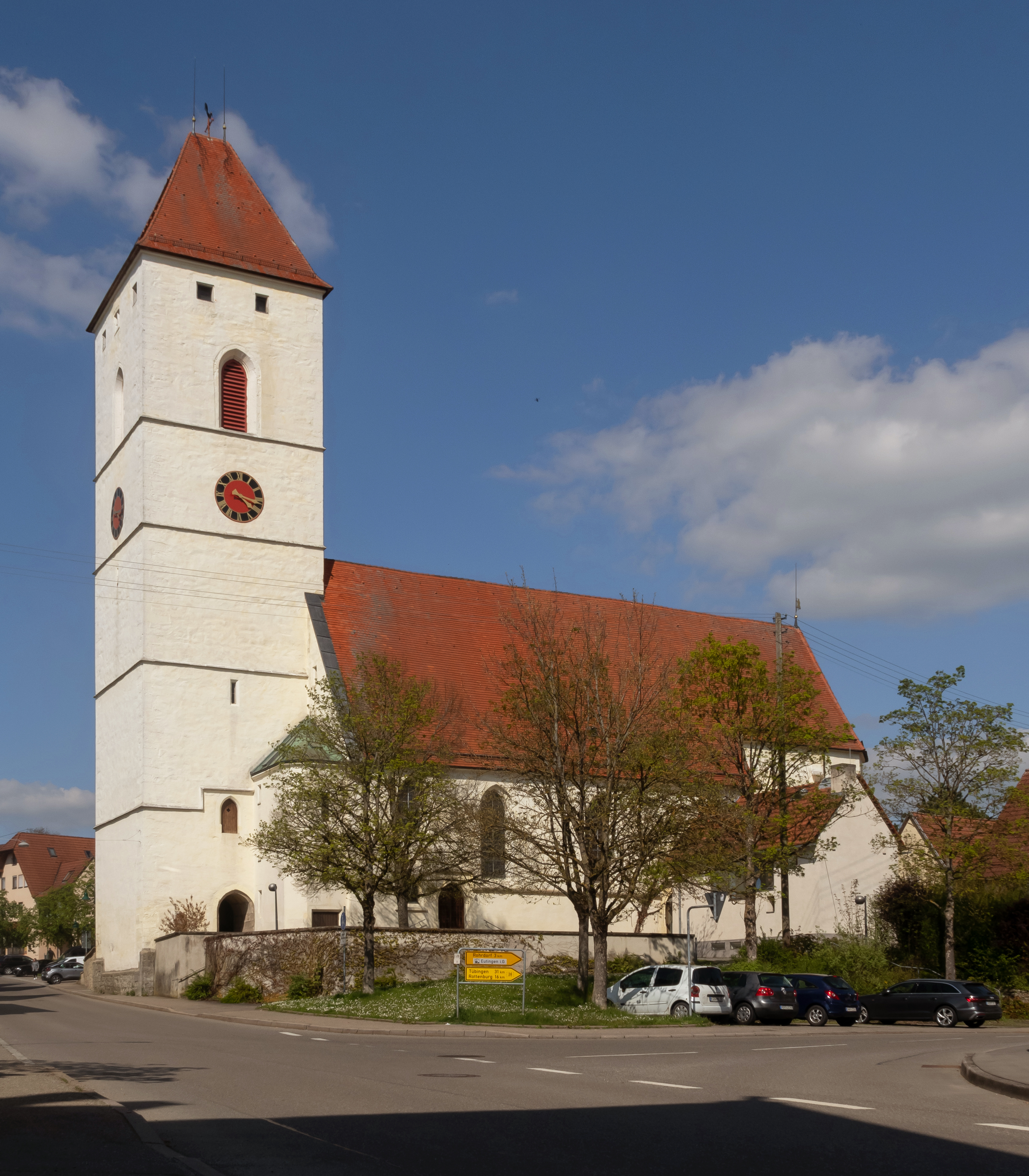
St. Stephanus in Eutingen im Gäu

Die römisch-katholische Pfarrkirche St. Stephanus ist ein geschütztes Kulturdenkmal nach dem Denkmalschutzgesetz. Sie steht in Eutingen im Gäu, einer Gemeinde im Landkreis Freudenstadt in Baden-Württemberg. Die Kirchengemeinde gehört zum Dekanat Freudenstadt in der Diözese Rottenburg-Stuttgart.

## Beschreibung
Die 1494 errichtete Saalkirche besteht aus einem Langhaus, dem Kirchturm einer ehemaligen Wehrkirche im Westen und dem eingezogenen, dreiseitig geschlossenen Chor im Osten. Der Kirchturm wurde aufgestockt, um die Turmuhr und den Glockenstuhl unterzubringen, und mit einem Krüppelwalmdach bedeckt. 
Die Flachdecke im Innenraum des Langhauses wurde 1791 mit einer Deckenmalerei versehen. Am Triumphbogen zwischen Langhaus und Chor befindet sich die Darstellung des Jüngsten Gerichts. Der 1882 gebaute Hochaltar stammt aus der von Anton Leins gegründeten Bildhauerschule. Die ehemalige Dachbodenorgel wurde 1967 durch eine Orgel der Gebr. Späth Orgelbau ersetzt.